# Death to Digital X
Death to Digital X è un album di remix del gruppo musicale statunitense Julien-K, pubblicato il 27 aprile 2010 dalla Level 7.

## Descrizione
Pubblicato esclusivamente nei negozi digitali, Death to Digital X contiene alcuni remix dei brani originariamente pubblicati nel primo album Death to Analog. Alcuni di questi remix, come ad esempio quello di Death to Analog realizzato da Mike Shinoda o quello di Kick the Bass realizzato dai She Wants Revenge, erano stati pubblicati in precedenza nel secondo disco dell'edizione speciale di Death to Analog.

## Tracce
Testi e musiche di Julien-K.
1. Someday Soon (Headcleanr Remix) – 3:08
2. Stranded (Jagz Kooner Remix) – 4:58
3. Disease (Franz & Shape Remix) – 5:07
4. Forever (Bon Harris Remix) – 6:23
5. Kick the Bass (She Wants Revenge Remix) – 4:55
6. Systeme de Sexe (Combichrist Remix) – 6:21
7. Death to Analog (Mike Shinoda Remix) – 4:05
8. Technical Difficulties (Photek Remix) – 6:34
9. Dreamland (Dave the Hustler - In Hustler's Dreams Remix) – 6:10
10. Technical Difficulties (iPunk Remix) – 5:41
11. Death to Analog (Tim Palmer's Xtended Dub) – 6:31
12. Someday Soon (Fu's Dirty Edit) – 6:50
13. Systeme de Sexe (iPunk Remix) – 4:51
14. Technical Difficulties (Bryan Black Remix) – 6:15
15. Maestro (Brandon Belsky Remix) – 6:59
16. Technical Difficulties (Bryan Black Synth Attak Remix) – 5:56
17. Disease (Chris Holmes Remix) – 5:38

## Formazione
Crediti originari tratti dal libretto di Death to Analog:
Gruppo
- Ryan Shuck – voce, chitarra, sintetizzatore, programmazione
- Amir Derakh – programmazione, sintetizzatore, chitarra, basso (traccia 3), slide guitar (tracce 7 e 11), campionatore (tracce 8, 10, 14 e 16)
- Brandon Belsky – tastiera, voce, programmazione aggiuntiva (traccia 3), voce aggiuntiva e sintetizzatori (tracce 6 e 13)
- Anthony "Fu" Valcic – tastiera, programmazione
- Elias Andra – batteria, voce, programmazione aggiuntiva della batteria (traccia 3)

Altri musicisti
- Tim Palmer – programmazione e chitarra aggiuntive (traccia 3, 7 e 11), sintetizzatore e chitarra acustica aggiuntivi (traccia 3)
- Emily Meyer – voce femminile EFX (traccia 4)
- Brian Spangenberg – basso aggiuntivo (traccia 5)
- Elle Cleare – voce femminile francese (traccia 6 e 13)
- Kenny Balys – programmazione aggiuntiva (traccia 7 e 11)
- James Kinney – programmazione aggiuntiva (tracce 2 e 4), tastiera aggiuntiva (traccia 2), sintetizzatore aggiuntivo (traccia 4)

Produzione
- Julien-K – produzione
- Tim Palmer – produzione (tracce 3, 7 e 11), missaggio
- Chester Bennington – produzione esecutiva
- Amir Derakh, Brandon Belsky, Anthony "Fu" Valcic – registrazione
- Sean Beavan – missaggio (traccia 6 e 13)
- Jamie Seyberth – assistenza tecnica
- Mark Kiczula – ingegneria Pro Tools aggiuntiva
- Ted Jensen – mastering